# 1. česká národní hokejová liga 1983/1984
1. česká národní hokejová liga 1983/1984 byla 15. ročníkem jedné ze skupin československé druhé nejvyšší hokejové soutěže.

## Systém soutěže
Všech 12 týmů se utkalo čtyřkolově každý s každým (celkem 44 kol). Vítěz základní části postoupil do kvalifikace o nejvyšší soutěž, které se účastnil i vítěz 1. SNHL a poslední tým nejvyšší soutěže.
Nejhorší tým po základní části sestoupil do 2. ČNHL.

## Základní část
| Poř. | Tým                           | Z  | V  | R | P  | VG  | OG  | B  |
| ---- | ----------------------------- | -- | -- | - | -- | --- | --- | -- |
| 1.   | TJ Poldi SONP Kladno          | 44 | 32 | 4 | 8  | 276 | 119 | 68 |
| 2.   | TJ DS Olomouc                 | 44 | 30 | 8 | 6  | 199 | 105 | 68 |
| 3.   | TJ Lokomotiva Ingstav Brno    | 44 | 18 | 9 | 17 | 190 | 154 | 45 |
| 4.   | TJ Baník ČSA Karviná          | 44 | 19 | 7 | 18 | 161 | 157 | 45 |
| 5.   | TJ Slavia IPS Praha           | 44 | 19 | 6 | 19 | 158 | 175 | 44 |
| 6.   | TJ Slezan STS Opava           | 44 | 22 | 4 | 18 | 172 | 158 | 42 |
| 7.   | TJ Lokomotiva Meochema Přerov | 44 | 14 | 9 | 21 | 148 | 177 | 37 |
| 8.   | TJ Stadion Hradec Králové     | 44 | 16 | 5 | 23 | 161 | 194 | 37 |
| 9.   | TJ Šumavan Vimperk            | 44 | 14 | 8 | 22 | 141 | 169 | 36 |
| 10.  | TJ Slovan NV Ústí nad Labem   | 44 | 17 | 2 | 25 | 128 | 174 | 36 |
| 11.  | TJ Autoškoda Mladá Boleslav   | 44 | 14 | 6 | 24 | 124 | 187 | 34 |
| 12.  | TJ VTŽ Chomutov               | 44 | 13 | 4 | 27 | 122 | 211 | 30 |

TJ Poldi SONP Kladno postoupilo do kvalifikace o nejvyšší soutěž, ve které neuspělo.
TJ VTŽ Chomutov sestoupil do 2. ČNHL. Z 2. ČNHL postoupil celek ASD Dukla Jihlava B .
TJ Slezan STS Opava byl potrestán odebráním 6 bodů za neoprávněný start útočníka Jiřího Pleváka ve třech utkáních. Hráč měl v daném období schváleno hostování v TJ Vítkovice.